# Ромуальд Ґедройць
Ромуальд Тадеуш Ґедройць (7 лютого 1750, село Бобчин, Браславський повіт, Велике князівство Литовське — 15 жовтня 1824, Варшава, Царство Польське) — князь гербу Гіпокентавр, військовий та політичний діяч Великого князівства Литовського, депутат Сейму (1784-1790), генерал-майор (1792), генерал-лейтенант (1794) литовських військ в армії Наполеона,  генерал-лейтенант армії Речі Посполитої (1815), один зі сподвижників Тадеуша Костюшка. Масон. 
Згадується в поемі Адама Міцкевича «Пан Тадеуш». Був нагороджений Орденом Св. Станіслава.

## Життєпис
Народився 7 лютого 1750 року в селі Бобчин, Браславського повіту, Великого князівства Литовського, в родині Єжі та Ружі Ґейдройць (до шлюбу Келпша). Освіту здобув у кадетському корпусі Варшави. 1756 року вступив у армію Речі Посполитої, а в 1768-1772 роках воював на боці Барської конфедерації під командуванням Казимира Пуласького та Міхала Казимира Огінського, кілька разів був поранений. 
У 1772 році вийшов у відставку. Повернувся на військову службу 1778 року в бригадиру литовських гусар. Був депутатом Сейму в 1784-1790 роках. Під час війни з Росією 1792 року був призначений бригадним генералом. 

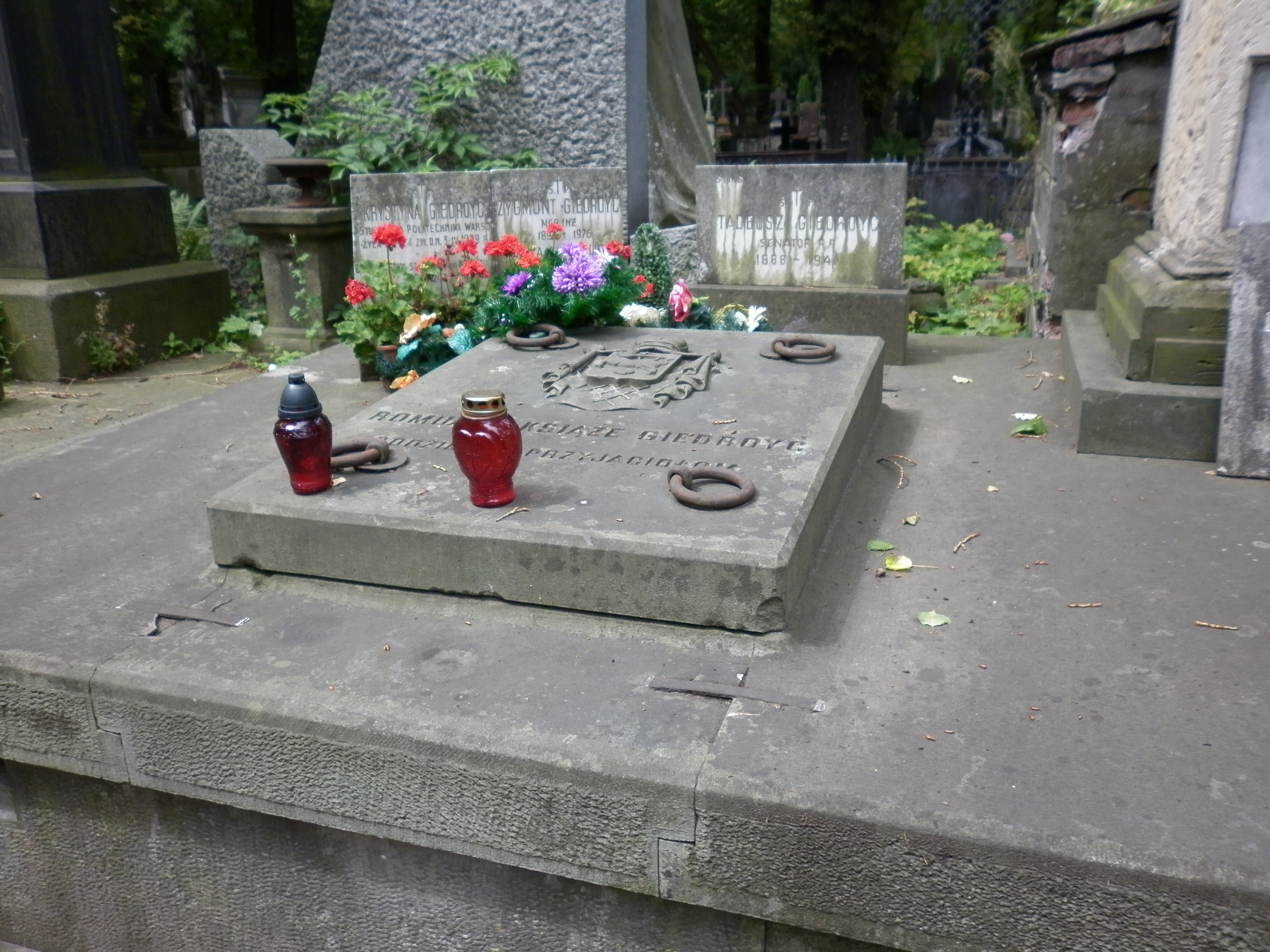
Надгробок Ромуальда Тадеуша Ґедройця

Взяв найактивнішу участь у повстанні Тадеуша Костюшко. Був другом Якуба Ясинського. В ході повстання воював на території Литви та Курляндії, був підвищений до чину генерал-лейтенанта та отримав від генерала Костюшко перстень з написом «Ojczyzna Obroncy Swemu». У кінці повстання брав участь в обороні Варшави, був узятий в полон, після капітуляції звільнений. Емігрував до Франції, жив у Парижі, таємно приїжджав до Литви. У 1802 повернувся в Бобчин. Під час кампанії 1807 року розглядався як можливий керівник повстання в Литві.
У 1812, після заняття Литви військами Великої армії та створення Великого Литовського князівства, в чині дивізійного генерала став президентом литовського Військового комітету, а потім генерал-інспектором литовських військ. Під час відступу Великої армії відправив сім'ю в Париж, а сам очолив кавалерійську бригаду (17-й і 19-й литовські уланські полки) в складі IV-го корпусу Євгенія Богарне. 31 січня (12 лютого) 1813 року ця бригада була розбита при Сєракуві загоном генерала А. І. Чернишова. Ґедройць потрапив в полон разом з сином, полковником Юзефом Стефаном Франтішеком Ксаверієм, та був засланий до Архангельська. 
У 1814 повернувся до Варшави, очолив Комітет з організації польської армії. З 1815 року генерал-лейтенант Царства Польського. Помер у 1924 році у Варшаві. Був похований на Повонзківському цвинтарі.